# Любовний напій
«Любовний напій» (італ. L'elisir d'amore) — лірико-комічна опера італійського композитора Гаетано Доніцетті з лібрето Феліче Романі. Складається з двох дій: перша — з десяти сцен, друга — з дев'яти. Джерелом сюжету стала французька опера «Любовне зілля» (1831) композитора Даніеля Обера. Доніцетті мав лише чотирнадцять днів, щоб написати оперу, а Романі — сім, щоб адаптувати лібрето Скріба.
Уперше поставлена 12 травня 1832 року в театрі Каннаб'яна в Мілані. На сцені співали Сабіне Гайнефеттер (Адіна), Джован Баттіста Дженеро (Неморіно), Анрі-Бернар Дабаді (Белькоре), Мар'єтта Саккі (Джаннетта), Джузеппе Фреццоліні (Дулькамара), диригент — Алессандро Ролла. 
«Любовний напій» став сороковою оперою у творчому доробку Доніцетті. Попри сильний тиск, йому вдалося створити один із найкращих зразків комічної опери XIX століття.

## Дійові особи
- Адіна — сопрано
- Неморіно — тенор
- Джаннетта  — сопрано
- Белькоре — баритон
- Дулькамара — бас

## Зміст
Дія відбувається в сільській Італії.

### Дія перша
Сільський хлопець Неморіно з села поблизу Флоренції закоханий в односельчанку Адіну. Дівчина, однак, глузує з нього, як і з інших шанувальників. Неморіно чує розмову Адіни з подружкою Джаннеттою. Обидві захоплені старовинною легендою про Трістана та Ізольду і чудесний еліксир, випивши який, Ізольда вмить закохалася. Дівчатам дуже хочеться дістати чарівний напій.
У село вступають солдати під командуванням сержанта Белькоре. Його увагу відразу привертає Адіна. Белькоре не збирається довго міркувати: нехай Адіна негайно призначить день весілля! Однак дівчині не до вподоби самовпевненість сержанта. Вона відкидає його залицяння. Проте запрошує солдатів і їхнього командира на свою ферму, де вони зможуть відпочити. Неморіно ревнує, намагається порозумітися з Адіною, та марно.
У селі з'являється мандрівний лікар Дулькамара, що продає «чудодійні бальзами». На прохання Неморіно він вручає закоханому пляшку звичайного вина, але попереджає, що прийняти «чудовий еліксир» можна тільки через добу. За цей час шахрай сподівається бути далеко від цих місць.
Нетерпіння Неморіно таке велике, що він випиває «любовний напій» відразу. Здивована Адіна бачить разючу зміну в поведінці Неморіно. Він раптово повеселішав, жартує, сміється, навіть не дивиться в її бік! Заявляє, що до ранку зовсім зцілиться від любові … Прихід сержанта підказує Адіні, як відплатити Неморіно. Вона обіцяє Белькоре свою руку. Несподівано сержант отримує наказ виступити з села. Адіна погоджується справити весілля сьогодні ж. Хміль одразу ж вивітрюється з голови Неморіно. Розуміючи, що назавжди втрачає кохану, нещасний хлопець благає її почекати з весіллям хоча б до завтра.

### Дія друга

Афіша опери «Любовний напій» Дніпропетровського академічного театру опери та балету

Двір перед будинком Адіни заповнений гостями, серед них і лікар Дулькамара. Неморіно терміново шукає гроші, щоб купити ще «любовного напою». Гроші йому дає сержант Белькоре і вербує Неморіно до армії.
Несподівано село облітає новина: у Мілані помер дядько Неморіно, залишивши юнакові весь свій статок. Лише Неморіно, підкріпившись у лікаря другою порцією «любовного напою», не в курсі подій. Дулькамара поручився, що вже цього разу зілля подіє обов'язково, і хлопець сповнений райдужних очікувань.
Дійсно, перша дівчина, яка зустрілася на його шляху — Джаннетта — виявляє до нього посилену увагу (адже він тепер багатий наречений). Дулькамара вражений. Схоже, що вміст пляшки дійсно виявився чарівним. Адіна ревнує і закохується в Неморіно. Дулькамара пропонує Адіна випити еліксир кохання. Але дівчина відмовляється: вірячи в силу свого почуття, вона не потребує послуг чарівника.
Сп'яніння Неморіно минуло і він знову сумує за Адіною (арія «Una furtiva lagrima»). Але от повертається Адіна. Покликавши Неморіно, вона віддає викуплену рекрутську розписку до того ж погоджується на шлюб. До того ж він дізнається, що успадкував статки. Сержант Белькоре не сумує — на світі багато й інших жінок. Дулькамара швидко розпродає всі свої пляшки й покидає село. Селяни радісно вітають молоду пару.

## Україна
Автор українського лібрето — Микола Лукаш.
В Україні оперу ставили в Національному академічному театрі опери та балету України, Львівському національному академічному театрі опери та балету, Одеському національному академічному театрі опери та балету, Дніпропетровському академічному театрі опери та балету, в оперній студії при Національній музичній академії України, в оперній студії при Львівській національній музичній академії.